# Petr Hladík
Petr Hladík, né le 28 septembre 1984 à Osová Bítýška, est un informaticien et homme politique tchèque.